# IC 4276
IC 4276 је спирална галаксија у сазвјежђу Хидра која се налази на листи објеката дубоког неба у Индекс каталогу.
Деклинација објекта је - 28° 9' 23" а ректасцензија 13h 32m 6,1s. Привидна величина (магнитуда) објекта IC 4276 износи 14,7 а фотографска магнитуда 15,4. IC 4276 је још познат и под ознакама ESO 444-68, IRAS 13292-2753, PGC 47594.